# 흥덕왕릉
흥덕왕릉(興德王陵)은 대한민국 경상북도 경주시 안강읍에 있는, 신라 제42대 흥덕왕의 무덤이다. 1963년 1월 21일 대한민국의 사적 제30호로 지정되었다.

## 개요
신라 제42대 흥덕왕(興德王 재위 826∼836)의 무덤으로 무덤제도가 잘 갖추어진 왕릉이다.
흥덕왕의 본명은 김수종金秀宗(경휘景徽)이며, 제41대 헌덕왕의 아우이다. 장보고로 하여금 완도에 청해진을 설치하여 서해를 방어하게 하였고, 당으로부터 가져온 차(茶) 종자를 지리산에 심어 재배하도록 하였다.
이 능은 원형 봉토분으로 지름 20.8m, 높이 6m이다.
비교적 커다란 둥근 봉토분으로 무덤 밑에는 둘레돌을 배치하여 무덤을 보호하도록 하였다. 둘레돌은 먼저 바닥에 기단 역할을 하는 돌을 1단 깔고 그 위에 넓적한 면석을 세웠다. 면석 사이에는 기둥 역할을 하는 탱석을 끼워 넣었는데, 각 탱석에는 방향에 따라 12지신상을 조각하였다. 탱석과 면석 위에는 다시 갑석을 올려 마무리 하였다.
무덤의 주위 4모서리에는 각각 돌사자를 한마리씩 배치하였고, 앞쪽의 왼쪽과 오른쪽에 문인석·무인석을 각 1쌍씩 배치하였다. 무덤의 앞 왼쪽에는 비석을 세웠는데, 지금은 비석을 받쳤던 귀부만 손상된 채 남아있다.
『삼국유사』에 전하는 무덤의 위치가 이 무덤과 대체로 일치하고, 왕릉 주위에서 ‘흥덕’이라는 글자가 쓰여진 금석문이 발견되어 이 무덤이 흥덕왕의 무덤이라는 것을 뒷받침해 주고있다. 전체적인 배치와 장식물의 양식으로 볼 때 성덕왕릉과 원성왕릉의 형식을 많이 본따고 있다.

## 같이 보기
- 흥덕왕